# Retrato de uma freira
Retrato de uma freira é uma pintura atribuída à artista italiana Artemisia Gentileschi. Ele está atualmente em uma coleção particular